# Jest temu lat szesnaście
Jest temu lat szesnaście czyli Sierota podpalacz (także Szesnaście lat temu, fr. Il y a seize ans) – melodramat Victora Ducange’a w trzech aktach ogłoszony w 1831.

## Treść
Panna Amelia postanawia poślubić barona Saint Val, aby ocalić honor i majątek swego ojca. Ta decyzja jest dla niej bolesna, gdyż wiąże się z odprawieniem z domu Feliksa – jej syna z nieprawego łoża, którego wychowuje w domu jako przygarniętą sierotę. Tuż przed rozstaniem wyznaje chłopcu prawdę o jego pochodzeniu. Gdy jednak Feliks zostaje oskarżony o kradzież i podpalenie, Amelia wyznaje publicznie, że jest jego matką. Jest przekonana, że świeżo poślubiony mąż będzie nią teraz pogardzał, lecz dzieje się inaczej. Okazuje się, że to baron Saint Val jest żołnierzem, który szesnaście lat temu dopuścił się gwałtu na Amelii podczas zamieszek związanych ze studniowym panowaniem Napoleona Bonapartego, a zatem ojcem Feliksa.

## Jest temu lat szesnaściew Polsce
W Polsce utwór zyskał popularność za pośrednictwem adaptacji Józefa Damsego (muzyka) i Witalisa Orzechowskiego (libretto). Premiera polska odbyła się w teatrze krakowskim w 1833 r. W tym samym roku utwór ukazał się drukiem w języku polskim. Muzykę do tego utworu skomponował również Józef Stefani (premiera w Poznaniu w 1838 r.) - ta kompozycja nie zachowała się do czasów współczesnych.